# 氯苯甲醛
氯苯甲醛是苯甲醛苯环上的氢原子被氯取代的产物，化学式为C7H5ClO，有以下几种同分异构体：
- 2-氯苯甲醛，CAS号：89-98-5
- 3-氯苯甲醛，CAS号：587-04-2
- 4-氯苯甲醛，CAS号：104-88-1

|  | 这个同类索引页列出了具有相同或相似标题的化学条目。 除非您是有意链接至本页，否则应将相应条目的内部链接指向正确的条目。 |